# John Andrew Burroughs junior

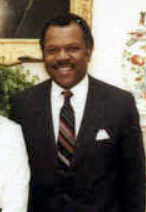
John Burroughs (1981)

John Andrew Burroughs, Jr. (* 31. Juli 1936 in Washington, D.C.; † 11. September 2014 ebenda) war Botschafter der Vereinigten Staaten in Malawi und Uganda.

## Leben
Nach dem Abitur spielte John Burroughs kurzzeitig als Profi bei den Philadelphia Eagles. Sein Studium schloss er 1959 mit dem Bachelor of Arts der Politikwissenschaft an der University of Iowa ab. Während des Studiums spielte er für die  Universitätsmannschaft Iowa Hawkeyes in zwei Rose-Bowl-Spielen American Football bei Coach Forest Evashevski bei und wurde bei den All-Americans erwähnt.
Von 1960 bis 1963 arbeitete er auf dem Passamt des Department of State und anschließend bis 1966 als  Assistent in der Abteilung Wirtschaft im Department of State. Von 1966 bis 1970 rekrutierte für die US Navy Freiwillige für den Einsatz in Vietnam und war dann selbst von 1970 bis 1977 Mitglied der Navy. Nachdem er von 1984 bis 1985 wieder für die Abteilung Politik des Department of State beschäftigt war, ging er als Fellow an das „Joint Center for Political and Economical Studies“ in Washington. Von 1985 bis 1988 war Burroughs der erste afroamerikanische US-Generalkonsul in Kapstadt, Südafrika.
1991 gab Burroughs Seminare an der Lincoln University in Pennsylvania und leitete 1993 er die humanitäre Hilfe der US-Regierung für den Sudan. Im April 1994 wurde er in den Ruhestand versetzt.
John Burroughs war verheiratet.